# 新加坡驻厦门总领事馆
新加坡共和国驻厦门总领事馆（英語：Consulate General of the Republic of Singapore in Xiamen），是新加坡共和国驻中华人民共和国的六座使领馆之一，于1996年设立于福建省厦门市。

## 领馆信息
新加坡驻厦门总领事馆的领区范围包括福建省和江西省，
主要处理来华访问的新加坡公民的常驻、生活、学习和工作事务。

### 工作时间
| 周一到周五                     | 周六及周日 |
| ------------------------------ | ---------- |
| 上午8:30到12:30 下午1:30到5:00 | 休息       |

注：中国公共假期及新加坡国庆日（8月9日）不对外办公。

### 领馆官员
| 职务                 | 姓名   |
| -------------------- | ------ |
| 总领事               | 庄志嘉 |
| 副领事 (行政及领事） | 何俊彤 |
| 副领事 (签证及领事)  | 李珮菁 |

### 联系方式
| 电话         | +86-592-268-4691                                     |
| 紧急联络电话 | +86-13906029002                                      |
| 电子邮箱     | singcg_xmn@mfa.sg                                    |
| 传真         | +86-592-268-4694                                     |
| 网站         | https://www.mfa.gov.sg/Xiamen （页面存档备份，存于） |